# Suseł rudolicy
Suseł rudolicy (Spermophilus erythrogenys) – gryzoń z rodziny wiewiórkowatych, zamieszkujący tereny we wschodnim Kazachstanie i południowo-zachodnie regiony Syberii (Rosja).